# Jacob Neumann
Jakob Neumann, född den 13 juli 1772 i Drammen, död den 25 januari 1848, var en norsk biskop och författare.
Neumann tog 1796 teologisk ämbetsexamen i Köpenhamn och blev 1799 filosofie doktor på avhandlingen Historia primatus Lundensis. Samma år återvände han till Norge som kaplan och blev 1805 kyrkoherde i Asker vid Kristiania. 
Han var en typisk representant för tidens rationalism, en kraftig administratör med intresse för reformer. 1822-48 var han biskop i Bergen. Han var medlem av det urtima stortinget 1814 och en av de representanter som sändes till Stockholm för att hylla Karl XIII som Norges konung. 
Neumann deltog i redigeringen av referatverket "Kongeriget Norges (förste) overordentlige storthings forhandlinger i aaret 1814" (1815). Tillsammans med V.F.K. Christie verkade han för upprättande av Bergens museum. Utom några böcker författade Neumann en mängd uppsatser i tidskriften "Urda" (1837-47), som han var med om att utge.